# ТЕС Саманган
29°32′48″ пн. ш. 55°45′56″ сх. д. / 29.54667° пн. ш. 55.76556° сх. д.
ТЕС Саманган – іранська теплова електростанція на південному сході країни в провінції Керман. 
Станцію спорудили з використанням технології комбінованого парогазового циклу. Вона має один енергоблок потужністю 492 МВт, в якому дві газові турбіни з показниками по 166 МВт живлять через котли-утилізатори парову турбіну потужністю 160 МВт. 
Перша газову турбіну запустили восени 2016-го, а у 2018-му став до ладу увесь блок.
Як паливо станція використовує природний газ, котрий надходить по трубопроводу Сархун – Керман.